# Kyakusenbi no Yuhwakuè
Kyakusenbi no Yuhwakuè (traslistterazione del giapponese: "脚線美の誘惑"), ossia, in giapponese, "La tentazione delle belle gambe", è il sesto album in studio del gruppo fusion giapponese T-Square, all'epoca ancora conosciuto come The Square, pubblicato il 21 novembre 1982. Si tratta del primo album dei T-Square ad avere un titolo in  giapponese e non in inglese come i precedenti.
Rispetto al precedente album, Magic, Kyakusenbi no Yuhwakuè vede l'entrata di un nuovo tastierista, Hirotaka Izumi, che si rivelerà importantissima per creare le basi del futuro stile della band, e la sostituzione del batterista, con l'arrivo di Tohru Hasebe.
 Nonostante la sua uscita dalla band, il tastierista Daisake Kume è presente come musicista ospite nella registrazione della sesta canzone, Change Your Mind, di cui ha scritto la musica, dove suona un sintetizzatore Prophet-5.

## Tracce
Testi e musiche di Masahiro Andoh, tranne quando indicato.
1. ハワイへ行きたい (Hawaii e Ikitai/Voglio andare alle Hawaii) – 4:38
2. The Rest Of A Romance – 4:45
3. 脚線美の誘惑 (Kyakusenbi no Yuwaku) – 4:27
4. Hearts – 6:02
5. Love's Still Burnin' – 4:44
6. Change Your Mind – 4:12 (Masahiro Andoh & Daisake Kume)
7. Between – 1:20 (Masahiro Andoh & Toyoyuki Tanaka)
8. Full Circle – 4:31
9. Memories Of Alice – 4:45 (Masahiro Andoh, Daisake Kume & Takeshi Itoh)

## Formazione
- Masahiro Andoh – chitarra
- Takeshi Itoh – sassofono contralto, flauto dolce, lyricon e vocoder
- Hirotaka Izumi – tastiera
- Toyoyuki Tanaka – basso acustico
- Tohru Hasebe – batteria, percussioni